# Großsteingräber bei Jarchlino
Die Großsteingräber bei Jarchlino (auch Großsteingräber bei Jarchlin genannt) waren zwei megalithische Grabanlagen der jungsteinzeitlichen Trichterbecherkultur bei Jarchlino (deutsch Jarchlin), einem Ortsteil von Nowogard (deutsch Naugard) in der Woiwodschaft Westpommern in Polen. Sie wurden im 19. Jahrhundert zerstört. Die genaue Lage der Gräber ist nicht überliefert. Beide Anlagen besaßen ein ost-westlich orientiertes trapezförmiges Hünenbett. Das erste hatte eine Länge von 30 Schritt (ca. 23 m), das zweite eine Länge von 50 Schritt (ca. 38 m). Beide Betten waren 8 Schritt (ca. 6 m) breit und hatten die Stirnseite im Osten. Über Grabkammern ist nichts bekannt.